# Клюев, Анатолий Степанович
Анато́лий Степа́нович Клю́ев (1 декабря 1927, Ивановская область — 12 января 2016, Москва) — советский руководитель системы Монтажавтоматика.
Заслуженный строитель РСФСР, Почётный монтажник «Минмонтажспецстроя», доктор технических наук (1992 г.). Занимался оснащением системами автоматизации технологических процессов в любой отрасли промышленности и на объектах гражданского строительства.

## Биография
Детство провёл в селе Скомово на окраине Ивановской области в Гаврилово-Посадском районе, школьные годы в Гаврилов Посаде.
В 1946 году А. С. Клюев экстерном сдал экзамены за 10-й класс и поступил в Ивановский энергетический институт, который с отличием окончил в 1951 году по специальности инженер-электрик.
В 1952 г. по распределению был направлен в ПТП (производственно-техническое предприятие) «Средазэнергецветмет» г. Ташкента в системе Монтажавтоматика, работал прорабом монтажного участка в г. Кетау. Затем перевели на должность начальника монтажного участка в г. Балхаш.
В 1954 г. А. С. Клюев был командирован г. Ташкент для организации Средне-Азиатского монтажного участка. В это время в Средней Азии специализированных организаций по монтажу автоматики не существовало.
В 1957 году окончил с отличием Московский Всесоюзный заочный энергетический институт. Специальность «Автоматика и телемеханика».
Работая 8 лет (с 1954 по 1962 гг.) начальником участка, а затем Ташкентского монтажного управления А. С. Клюев создал разветвлённую сеть монтажных подразделений в Средней Азии. Особенно большое внимание он уделял созданию производственной базы.
Под его руководством выполнялись монтажно-наладочные работы по автоматизации всех крупнейших строек Средней Азии. Усилиями А. С. Клюева были построены монтажно-заготовительные базы в г.г. Ташкенте, Фергане, Алмалыке, Чирчике, Чимкенте, Джамбуле и Красноводске.
В 1962 г. был переведён на работу в г. Ростов-на-Дону на должность главного инженера треста «Ювмонтажавтоматика».
В 1973 г. переведён в управление Главмонтажавтоматика главным инженером, а в 1974 г. назначен начальником Главка.
В 1988 г. в связи с реорганизацией в системе Монтажватоматика, назначен генеральным директором НПО «Монтажавтоматика».
14 ноября 1991 года выходит постановление Госсовета СССР «Об упразднении Министерств и других центральных органов управления СССР», согласно которому были упразднены ряд министерств и ведомств Советского Союза, в том числе и Минмонтажспецстрой.
Преемником ведомства (в РФ) с 1991 года являлась госкорпорация «Монтажспецстрой», созданная постановлением Совета Министров РСФСР.
25 января 1991 г. была учреждена ассоциация ОАО «Монтажавтоматика», в которую вошли практически все организации, ранее входящие в «Гламонтажавтоматику», при этом значительно расширился профиль работ, услуг, оказываемых заказчику:
- Проектирование систем автоматизации технологических процессов, инженерного оборудования зданий и сооружений;
- Разработка и отладка алгоритмов управления и программного обеспечения информационных технологий;
- Комплектация объектов техническими средствами систем автоматизации;
- Монтаж и наладка систем автоматизации технологических процессов и инженерного оборудования зданий и сооружений всех отраслей хозяйствования, электротехнических установок, систем связи и пожаро-охранной сигнализации, волоконно-оптических линий передачи информации, компьютерных сетей.

Промышленные предприятия ассоциации предлагают потребителям широкую номенклатуру продукции для монтажа систем автоматизации.
Повысилась значимость квалифицированных работников, от которых зависит эффективность производства. Кадровая политика является важным элементом деятельности любого предприятия. Анатолий Степанович Клюев принимал активное участие в обучающих программах: проводил подготовку и повышение квалификации кадров в Таганрогском, Ивановском, Тульском и Новгородском государственном университетами.
В 1992 г. защитил докторскую диссертацию, присуждена учёная степень доктора технических наук.
А. С. Клюев избран Председателем аттестационных комиссий по защите дипломных проектов выпускниками Таганрогского радиотехнического, Ивановского государственного университетов, а также и членом Диссертационного совета Д.063.10.01.
В 1996 г. решением Учёного совета Таганрогского государственного радиотехнического университета Клюеву А. С. присвоено звание почётного профессора университета «За исключительные заслуги в области подготовки инженерных кадров» (диплом № 8 от 25 июня 1996 г.). Следует отметить, что за многолетнее существование университета было присвоено всего восемь званий почётный профессор (из них четверо из других стран, в том числе из США).
В апреле 2003 г. принимал участие во Всероссийской научной конференции «Управление и информационные технологии», проводимой с участием Российской академии наук в Санкт-Петербурге, Санкт-Петербургского государственного технического университета ЛЭТИ. В президиум были избраны пять академиков РАН, два член-корреспондента РАН и от научно-производственных предприятий России — А. С. Клюев. Анатолий Степанович выступил с докладом «Состояние и проблемы практического синтеза и реализации автоматических систем управления технологическими процессами» о проблемах, которые необходимо решать с привлечением науки для оптимизации повышения эффективности работы автоматизированных систем управления в производстве. Доклад был воспринят участниками конференции с большим интересом.

## Научная деятельность
Работая 52 года в системе Монтажавтоматика, в том числе — 15 лет её первым руководителем, А. С. Клюев много внимания уделял совершенствованию технологии производства монтажных и наладочных работ, повышению квалификации кадров. Им опубликованы 165 научных и производственно-технических работ, которые стали основой для подготовки и повышения квалификации специалистов, занимающихся вопросами автоматизации производства. В том числе, опубликовано более 40 монографий, учебников, справочных пособий. Он автор восьми изобретений Союза ССР.
В ОАО "НПО «Монтажавтоматика» под редакцией Клюева А. С. была издана производственно-техническая литература, в том числе тематической серии книг СКСА — «Серия книг специалиста по автоматизации» и ежегодно выпускаемого научно-производственного информационного сборника «Автоматизация производства».
А. С. Клюев постоянно работал и над повышением уровня собственных знаний. Без отрыва от производства в 1969 г. им была защищена кандидатская диссертация. Присуждена учёная степень кандидата технических наук.

## Награды
За трудовые успехи Анатолий Степанович был награждён орденами «Трудового Красного Знамени», «Знак Почёта» и многими медалями.
За создание оригинальных средств автоматизации на высоком техническом уровне, экспонированных на ВДНХ, А. С. Клюев награждён золотой, серебряной и бронзовой медалями.
За заслуги в области создания космической техники Федерацией Космонавтики СССР он награждён двумя медалями «Имени лётчика-космонавта СССР Ю. А. Гагарина», медалями «25 лет полёта Ю. А. Гагарина», «Имени академика С. П. Королёва», «Имени академика М. В. Келдыша»

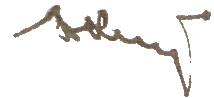
Образец подписи Клюева А. С.

## Публикации
- Автоматическое регулирование. М.: Энергия, 1967. −344 с.